# 형제의 상
형제의 상(兄弟의 像)은 대한민국 서울특별시 전쟁기념관에 설치된 기념조형물로 지름은 18m, 높이는 11m이다. 건축가 최영집의 기획과 구상, 조각가 윤성진, 화가 장혜용이 협동하여 조형물 제작을 완성하였다.

## 상징 및 표현 내용
대한민국과 조선민주주의인민공화국의 무력전쟁인 민족상잔을 전장에서 극적으로 상봉했던 대한민국 국군 장교인 형과 조선인민군이었던 동생을 참전용사의 기억과 회상을 바탕으로 6.25 전쟁의 역사를 시대에 맞게 재해석하려는 상징조형물이다.
자유민주주의로 상징되는 형과 공산주의로 상징되는 동생의 극적인 포옹은 자유민주주의의 승리로 민족의 화합과 통일을 이루어 나간다는 의미이다.
대한민국의 국토와 민족을 상징하는 기단부분의 균열은 민족과 국토의 분열시대를 끝내고 피와 땀으로 점차 통일, 발전시켜 나가려는 민족의 의지를 강력하게 표현하고 있다.
반구형 돔형식인 기단은 대한민국의 민족과 국토를 표현하며, 기단을 쌓고 있는 화강석 판석들은 전국에서 수집한 돌로서 수많은 순국선열의 희생을 나타내며 대한민국 국민 모두의 노력을 바탕으로 미래로 도약하려는 굳건한 의지와 열망, 염원을 상징한다. 균열부분을 채워나가는 스테인드글라스 조형은 피와 땀으로 역사의 상처를 치료하고 아물게 하려는 노력을 의미한다.
돔의 내부공간에는 형제의 상이 독특한 삼차원의 공간조형물임을 보여주며 고구려 시대 무덤의 벽화처럼 양쪽의 모자이크벽화는 고난의 극복과 민족의 웅혼한 기상을 표현하였다.
내부바닥에는 6.25 전쟁에 참전한 참전16개국의 명판이 새겨져 있다.
돔 내부 천장의 와이어는 다시는 민족이 분열되고 국토가 분단되는 일이 없도록 단단히 결속하고자 하는 의미를 표현한 것이다.
한편 작품 제작을 진행하는 동안 전쟁기념관에서는 6.25 참전 수기를 공모하였는데 마침 형제의 상의 주제였던 형제의 전장 상봉이 실제로 이루어졌던 실화를 찾아내게 되었다. 대한민국 국군 장교로 참전했던 형 박규철과 조선인민군 병사로 참전했던 동생 박용철 형제가 강원도 원주군(현재의 대한민국 강원도 원주시)에서 일어난 치악고개 전투에서 만난 사실을 기억하고 있다.